# Ocaktaşı, Şebinkarahisar
Ocaktaşı là một xã thuộc huyện Şebinkarahisar, tỉnh Giresun, Thổ Nhĩ Kỳ. Dân số thời điểm năm 2011 là 106 người.